# Dorfkirche Maria Magdalena (Griesheim)

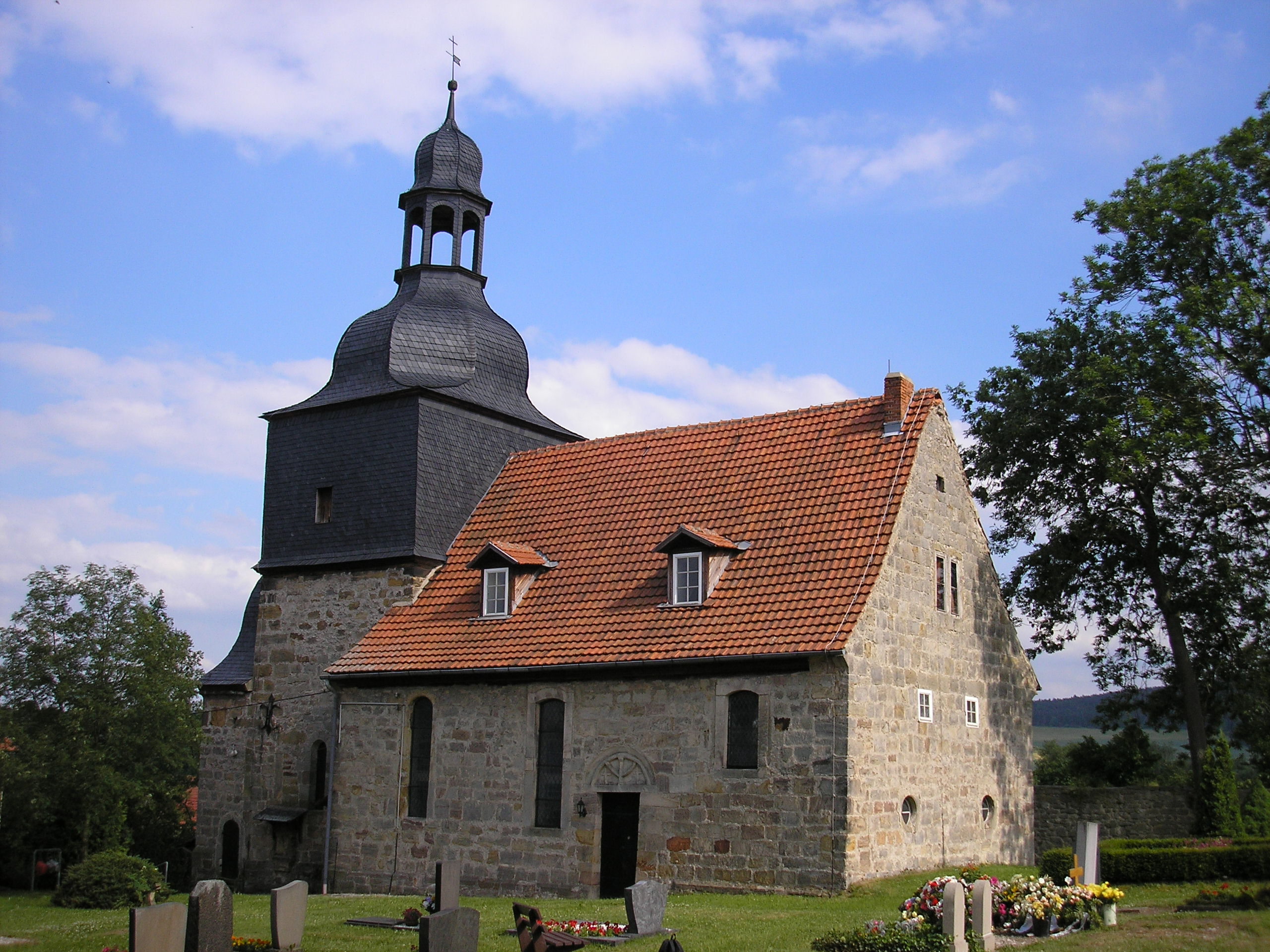
Die Kirche

Die Dorfkirche Maria Magdalena steht im Ortsteil Griesheim in der Stadt Stadtilm im Ilm-Kreis in Thüringen.

## Lage
Auf einer westlich des Dorfes liegenden Anhöhe befindet sich die Dorfkirche. Von hier übersieht man das Ilmtal bis zu dem östlichen liegenden Weststadtrand von Stadtilm.

## Geschichte
Die Dorfkirche Maria Magdalena wurde erstmals 1119 urkundlich erwähnt, das Dorf Griesheim hingegen am 1. April 1089. Seit 1133 sind Herren von Griesheim genannt, die auch Stifter der Kirche waren. Sie waren unabhängige Lehnsherren der Grafen von Schwarzburg und erbauten auf dem Kirchberg einst die Burg.
Diese Kirche ist eine der schönsten und ältesten Kirchen Thüringens. Ab 1533 führten die Schwarzburger die Reformation ein. Damit war Griesheim evangelisch. Seine heutige Gestalt erhielt das Gotteshaus nach einigen Um- und Ausbauten im 17. Jahrhundert. Die ursprünglich turmlose romanische Kirche mit Torbogenfeldern wurde zu einer Chorturmkirche umgewandelt. 1673 fand eine umfangreiche Sanierung statt und im 18. Jahrhundert wurde der Chorraum verändert.

## Kunstgeschichte
Die Kunstgeschichte ordnet den Bau in die zweite Hälfte des 12. Jahrhunderts ein. Die Portaltympana weisen auf eine Verwandtschaft zum Kloster Paulinzella hin. Chor und Schiff bilden einen einheitlichen Baukörper. Im Inneren verbindet ein Triumphbogen Schiff und Chor. Ein weiterer gedrückter Bogen ist im Chor zu sehen. An der Nordseite des Polygons ist eine Sakramentennische erhalten. Im 17. Jahrhundert wurde das Kirchenschiff barock überformt. Ein barocker Altar zeigt eine Kreuzigungsgruppe mit Jesus, Maria und Johannes aus dem 15. Jahrhundert. Die Kanzel ruht auf einer Moses-Figur mit zehn Geboten aus dem Jahr 1625, zwei Emporen und eine Brettertonne aus dem Jahr 1673. Außen an der Kirche erinnern Gräber und Gedenksteine an Opfer der Kriege.